# Valea Aran

Comarca Vall d'Aran

Harta Occitaniei

Valea Aran (occitană Val d'Aran) este o comarcă, din provincia Lleida în regiunea Catalonia (Spania). Oraș principal: Vielha.
1. ↑  Llei del règim especial d'Aran[*] Verificați valoarea |titlelink= (ajutor)
2. ↑   http://www.idescat.cat/pub/?id=aec&n=203 Lipsește sau este vid: |title= (ajutor)